# Pseudolimnophila (Calolimnophila) subprinceps
Pseudolimnophila (Calolimnophila) subprinceps is een tweevleugelige uit de familie steltmuggen (Limoniidae). De soort komt voor in het Afrotropisch gebied.